# Jagodnoje (Kaliningrad, Selenogradsk)
Jagodnoje (russisch Ягодное, deutsch Bersnicken) ist ein Ort in der russischen Oblast Kaliningrad. Er gehört zur kommunalen Selbstverwaltungseinheit Stadtkreis Selenogradsk im Rajon Selenogradsk.

## Geographische Lage
Jagodnoje liegt 35 Kilometer nordwestlich der Stadt Kaliningrad (Königsberg) und etwa fünf Kilometer östlich von Jantarny (Palmnicken) an der russischen Fernstraße A 192. Eine Bahnanbindung besteht nicht.

## Geschichte
Das bis 1946 Bersnicken genannte Gutsdorf wurde 1339 gegründet. Im Jahre 1874 wurde der Ort in den neu errichteten Amtsbezirk Heiligenkreutz (heute russisch: Krasnotorowka) eingegliedert. Er gehörte zum Landkreis Fischhausen (1939 bis 1945 Landkreis Samland) im Regierungsbezirk Königsberg in der preußischen Provinz Ostpreußen. Im Jahre 1910 waren hier 77 Einwohner registriert.
Am 30. September 1928 gab Bersnicken seine Eigenständigkeit auf und wurde in die Landgemeinde Wangnicken (heute russisch: Jantarowka) eingemeindet, die am 1. Dezember 1928 in „Heiligenkreutz“ umbenannt wurde.
In Kriegsfolge kam Bersnicken 1945 mit dem nördlichen Ostpreußen zur Sowjetunion. Der Ort erhielt im Jahr 1950 wieder eigenständig die russische Bezeichnung „Jagodnoje“ und wurde gleichzeitig dem Dorfsowjet Jantarski selski Sowet im Rajon Primorsk zugeordnet. Später gelangte der Ort in den Powarowski selski Sowet. Von 2005 bis 2015 gehörte Jagodnoje zur Landgemeinde Krasnotorowskoje selskoje posselenije und seither zum Stadtkreis Selenogradsk.

## Kirche
Die vor 1945 mehrheitlich evangelische Bevölkerung war in das Kirchspiel der Pfarrkirche in Heiligenkreutz (heute russisch: Krasnotorowka) eingegliedert, das zum Kirchenkreis Fischhausen (Primorsk) in der Kirchenprovinz Ostpreußen der Kirche der Altpreußischen Union gehörte. Heute liegt Jagodnoje im Einzugsbereich der neu entstandenen evangelisch-lutherischen Auferstehungskirche in Kaliningrad (Königsberg) innerhalb der Propstei Kaliningrad der Evangelisch-lutherischen Kirche Europäisches Russland.